# Габијано (Терамо)
Габијано (итал. Gabbiano) је насеље у Италији у округу Терамо, региону Абруцо.
Према процени из 2011. у насељу је живело 88 становника. Насеље се налази на надморској висини од 567 м.